# Constellation Records
Constellation Records – niezależna wytwórnia płytowa, założona w 1997 w Montrealu w Kanadzie. Grupa kojarzona jest głównie z gatunkiem post-rock. Wydaje między innymi takie zespoły jak Godspeed You! Black Emperor, A Silver Mt. Zion, Do Make Say Think. Do albumów zamawianych w wytwórni dostarczane są odręcznie sporządzone podziękowania.

## Artyści grupy
- 1-Speed Bike
- A Silver Mt. Zion
- Black Ox Orkestar
- Carla Bozulich
- Eric Chenaux
- Do Make Say Think
- Elizabeth Anka Vajagic
- Exhaust
- Feu Thérèse
- Fly Pan Am
- Frankie Sparo
- Glissandro 70
- Godspeed You! Black Emperor
- Hangedup
- Hrsta
- Lullabye Arkestra
- Polmo Polpo (Sandro Perri)
- Re:
- Sackville